# Santa Maria de Vilabertran
Santa Maria de Vilabertran és un monestir romànic situat a Vilabertran (Alt Empordà). És un monument declarat bé cultural d'interès nacional des del 1930. Actualment forma part del Museu d'Història de Catalunya.

## Història

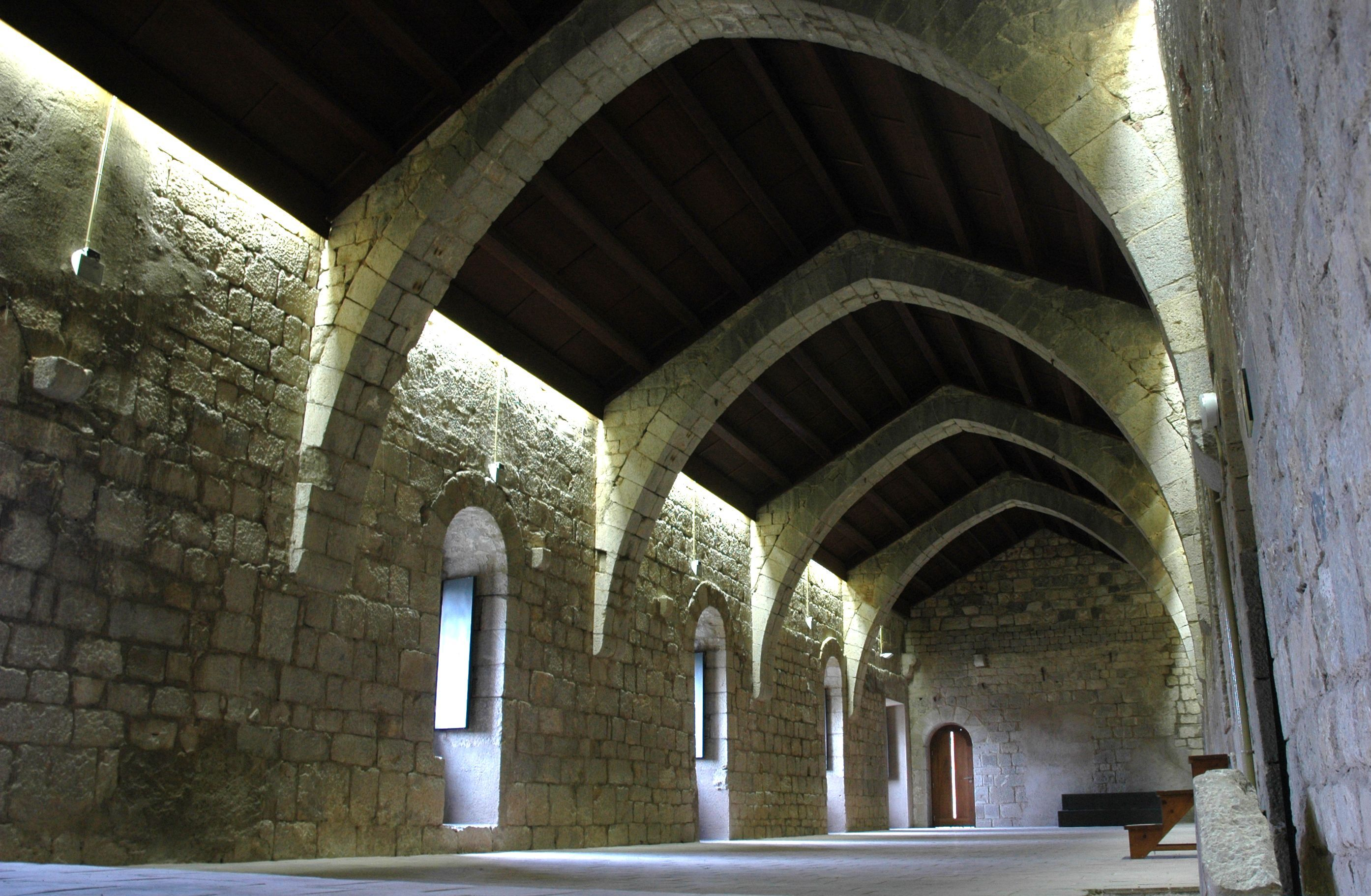
El dormitori

La canònica de Santa Maria de Vilabertran, erigida al lloc d'una església dedicada a Santa Maria documentada entre el 954 i el 986, fou fundada per Pere Rigald, que vers el 1060 hi aplegà una comunitat de clergues que adoptaren la regla de Sant Agustí vers l'any 1080. Com a conseqüència d'una donació de terres l'any 1069 per part d'unes famílies de la zona, la comunitat estableix les bases per a la creació d'un monestir i s'institueix a Pere Rigau com a cap. La donació de terres incloïa un perímetre de 60 passos per construir un cementiri, així com una font situada enfront de l'església. A poc a poc es va anar formant una comunitat de canonges que residien en una casa annexa a l'església de Santa Maria. La nova comunitat va adoptar les normes de Sant Agustí. Rigau va ser el seu primer abat i es va decidir que, a la seva mort, els propis membres de la congregació triarien al seu successor.
El 1080 es va iniciar la construcció del nou monestir. La nova església va ser consagrada l'11 de novembre de 1100 pel bisbe de Girona Bernat Umbert. Rigau va intentar expandir els dominis del monestir; el seu intent d'annexionar el monestir de Sant Joan de les Abadesses va fracassar, però el de monestir de Santa Maria de Lladó va acabar convertint-se en filial de Vilabertran.
Rigall va morir en una data sense determinar entre el 1107 i el 1114. Encara que mai es va seguir un procés de beatificació, va acabar sent venerat com a sant. El monestir va seguir prosperant després de la seva mort. Va ser un centre d'acollida dels pelegrins que es dirigirien a Terra Santa, ja que disposava d'un hospital. Els abadiats de Pere de Torroja (germà d'Arnau de Torroja, Gran Mestre de l'Orde del Temple) i de Ramon d'Usall (1152-1179) van ser especialment importants en aquesta col·laboració amb els ordes militars i el passatge a Terra Santa. L'any 1176, el vescomte Gifré de Rocabertí li va fer donació a l'abat Ramon de la vila de Vilabertran per al monestir.
El 29 d'octubre de 1295 es va celebrar a Santa Maria l'enllaç entre el rei Jaume II d'Aragó i Blanca de Nàpols, la seva segona esposa. A mitjans del segle xiv va ser dotada amb una gran creu de plata amb camafeus egipcis, amb una relíquia de la Veracreu possiblement provinent de l'ambaixada d'Eimeric d'Usall (1303-1304, 1305-1306) que va intentar l'alliberament de fra Dalmau de Rocabertí, de la casa dels senyors de Peralada i Vilabertran. Abona aquesta hipòtesi l'afirmació del P. Dromendari del fet que fra Dalmau de Rocabertí, el templer, hauria mort el 1326 a Vilabertran.
En el segle xv, l'abat Antoni Girgós (1410-1424) va fer construir el palau abacial, feu fortificar el cenobi i construí la torre del Rellotge. El 1592 la canònica fou secularitzada i convertida en col·legiata regida per un arxipreste. Durant el segle xviii es van afegir al flanc nord de l'església, la capella dels Dolors i la sagristia nova. A finals del segle xviii, arran del saqueig de les tropes franceses (1794) durant la Guerra Gran es va perdre l'arxiu i la biblioteca. Amb la desamortització del 1835 totes les dependències, tret de l'església, passaren a mans de particulars, i patiren un important procés de degradació. La recuperació del cenobi començà el 1941, després que l'any 1930 fou declarat monument nacional.
Entre el 1948 i el 1955 sota la direcció de l'arquitecte Pelai Martínez es realitzaren les primeres obres de restauració, centrades en l'església, i que malgrat la seva correcció comportaren l'enderroc de part de l'obra de fortificació del segle xv. El Palau Abacial i les restes de fortificacions han quedat especialment protegides per la Llei 16/1985 del Patrimonio histórico español. Entre el 1980 i el 1991 es procedí a una intervenció integral del conjunt monàstic, a càrrec de la Generalitat de Catalunya.

## Descripció

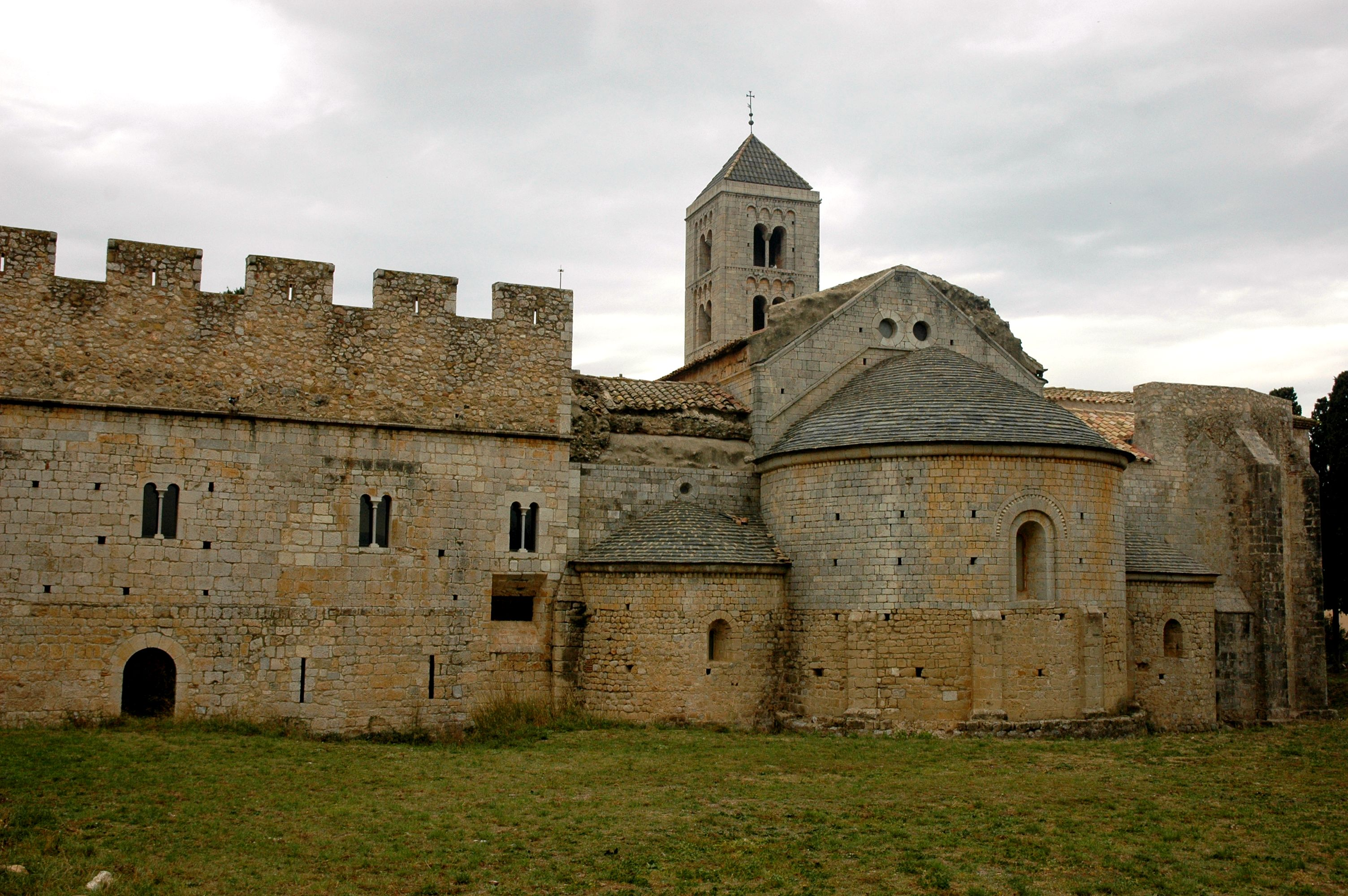
Absis

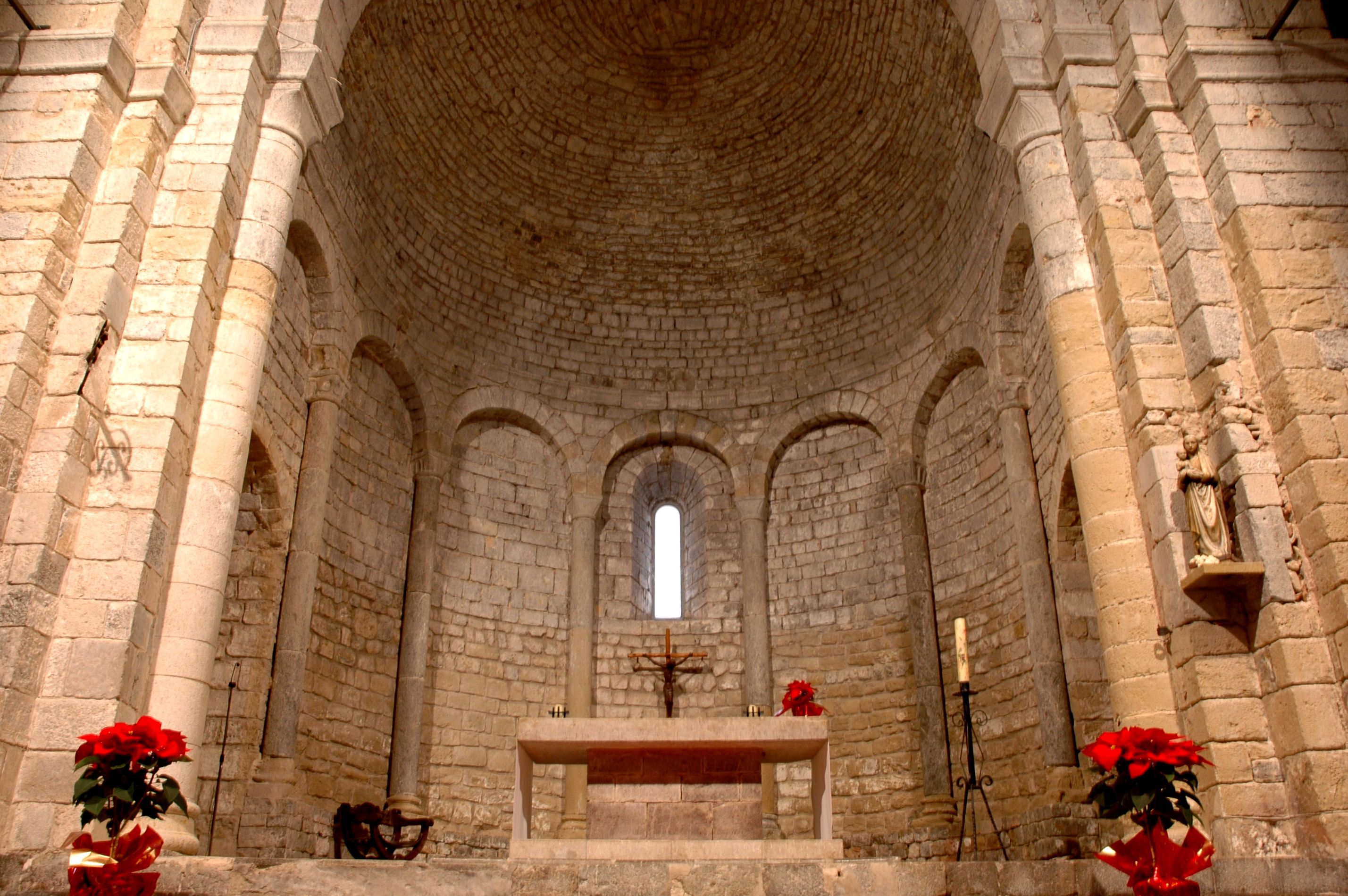
Absis interior església

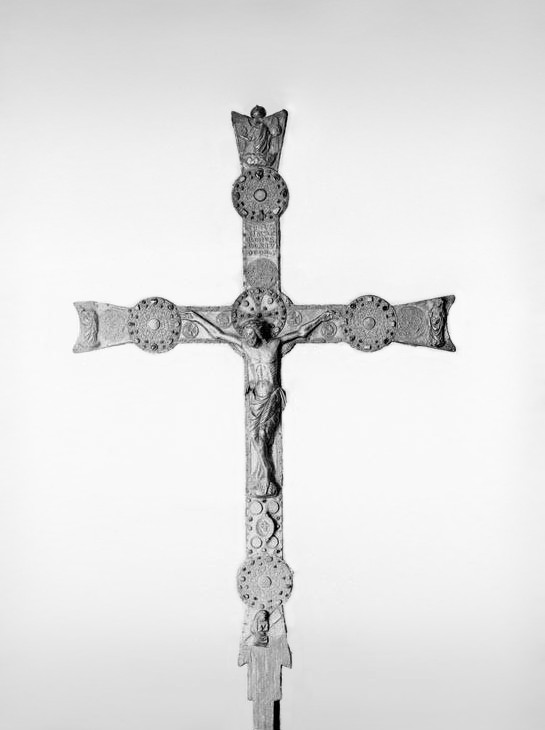
Creu processional de Vilabertran

Situada dins del nucli urbà de la població de Vilabertran, a la banda de ponent del terme, delimitada pel carrer de l'Abadia i les places de l'Església i del Monestir. El conjunt arquitectònic està format per l'església, el claustre, les dependències monàstiques i una ampliació posterior, situada a la banda de migdia, formada pel perímetre emmurallat i el palau abacial.

### Església
Església de planta basilical de tres naus amb transsepte, i tres absis semicirculars capçats a llevant. La nau central és coberta amb volta de canó reforçada mitjançant quatre arcs torals, que alhora es recolzen damunt columnes cilíndriques amb capitells motllurats, i estan adossades als murs. Les naus laterals, en canvi, presenten voltes de quart de cercle i menys alçada que la central, a la que s'obren a través d'arcs formers de mig punt recolzats en columnes cilíndriques i pilastres rectangulars amb capitells. El transsepte és cobert per una volta de canó i es comunica amb les naus laterals mitjançant arcs de quart de cercle. Tant l'absis com les dues absidioles estan coberts per voltes de quart d'esfera i s'obren al creuer per arcs de mig punt adovellats amb capitells motllurats.
L'arc triomfal de l'absis major consta de dos arcs de mig punt en gradació, recolzats damunt columnes de planta semicircular amb capitells decorats. Al pilar del costat de l'Evangeli de l'arc triomfal, una làpida inscrita indica el lloc de repòs de "part de les restes, la més important" d'Alfons el Cast, rei d'Aragó i comte de Barcelona. Probablement fa referència a les entranyes, que hi quedaren dipositades mentre la resta del cos es traslladà a Santa Maria de Poblet.
Al voltant del mur que forma la conca absidal de l'absis major hi ha una successió de set arcs de mig punt, sostinguts per columnes circulars amb capitells decorats, i assentades damunt d'un sòcol. A la banda de tramuntana del creuer s'afegí, al segle xiv, la capella funerària dels Rocabertí. Està coberta per una volta de creueria amb la clau central decorada i les arestes sostingudes en fines columnetes adossades als murs. La capella s'obre al creuer mitjançant un esvelt arc apuntat amb pilars adossats i capitells. A continuació hi ha la capella dels Dolors, afegida al conjunt en el segle xviii i reformada l'any 1960 per l'arquitecte Pelai Martínez.
Consta de dues estances, la primera coberta per una volta d'aresta i la segona per una cúpula que es recolza en una cornisa motllurada. Les estances es comuniquen mitjançant un arc de mig punt sostingut per pilars adossats als murs, amb capitells motllurats. La porta d'accés a la capella és d'arc de mig punt adovellat. Al costat de la capella hi ha la sagristia nova, bastida al segle xviii també. El temple s'il·lumina a través de diverses finestres. Les tres obertures dels absis, les sis de la nau central i la de la banda de migdia del transsepte són de doble esqueixada i arcs de mig punt. Damunt de l'arc triomfal de l'absis major i de les dues absidioles hi ha ulls de bou, i a la capella dels Rocabertí hi ha una gran rosassa i dues finestres d'arc apuntat. Pel que fa als portals, el que dona accés a la sagristia és d'arc rebaixat adovellat mentre que el que es comunica amb el claustre, adossat a la nau de migdia, és d'arc apuntat amb columnetes i capitells decorats. L'antiga porta romànica, actualment tapiada, és d'arc de mig punt adovellat amb llinda i timpà decorat amb la representació pictòrica de l'Agnus dei. Als peus de l'església, encastades als murs laterals, hi ha les tombes de l'abat Rigall i de l'abat Hortolà. La façana principal del temple, orientada a ponent, presenta un portal d'accés rectangular amb llinda i timpà semicircular. Aquesta obertura és producte d'una reforma inacabada que intentava monumentalitzar-la.

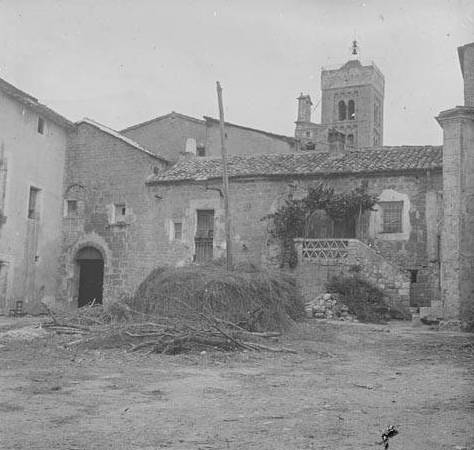
El pati i el campanar, cap a 1890

El parament també presenta tres finestres de doble esqueixada i arcs de mig punt, decorades amb dents de serra i situades damunt i als costats del portal. A l'extrem nord-oest del parament hi ha la torre campanar. És de planta quadrangular i està distribuïda en tres pisos, amb finestres geminades de mig punt emmarcades per quatre arcuacions llombardes a totes les cares. La separació entre els pisos es marca amb un fris de dents de serra. Està cobert per una cúpula a l'interior i teulada de quatre vessants a l'exterior. La façana havia de tenir un altre campanar a la dreta que no s'arribà a aixecar. Exteriorment, l'absis central presenta lesenes a la part inferior del mur, i un fris de dents de serra recorre els tres absis sota les cobertes. La finestra de l'absis major també presenta decoració de dents de serra. La capella dels Rocabertí presenta contraforts de reforç als angles. Les obertures exteriors que il·luminen la nova sagristia, a la banda de tramuntana de la portalada, són d'arc rebaixat i estan emmarcades amb carreus de pedra calcària. La construcció està bastida amb petits carreus irregulars situats a la part inferior del parament i carreus més grossos, ben desbastats i disposats en filades. A l'interior, els murs i les voltes són fets de carreus regulars de diverses mides, i els arcs són bastits amb dovelles desbastades.

### Claustre

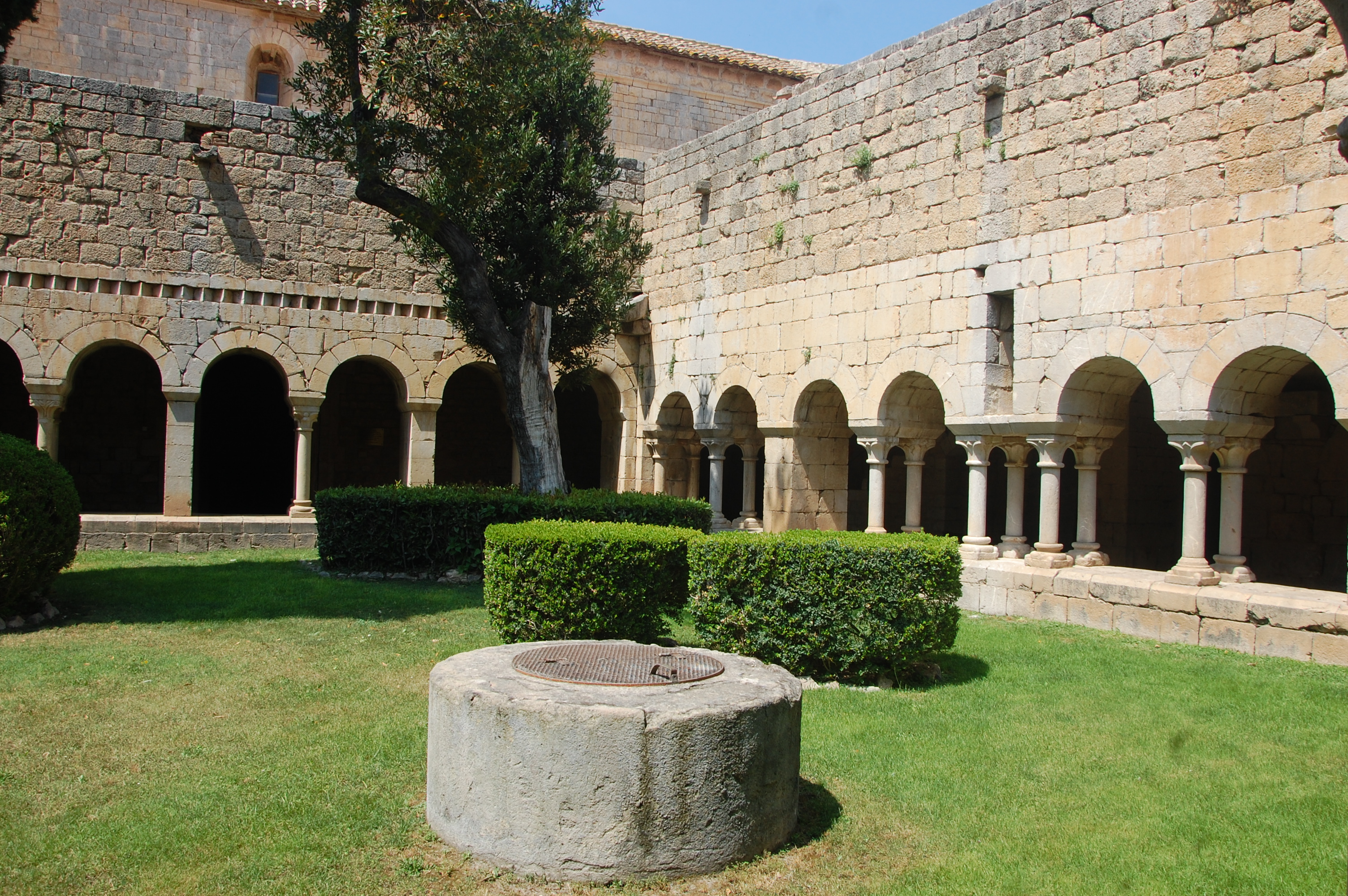
El claustre

El claustre, adossat a la nau de migdia del temple, és de planta trapezoïdal, amb jardí central i envoltat per diverses dependències monàstiques. Les quatre galeries del claustre presenten exteriorment teulades d'un sol vessant, mentre que a l'interior estan cobertes amb voltes de quart de cercle. Són formades per porxos de vuit arcs a cada costat. Els arcs són de mig punt adovellats i estan recolzats damunt parelles de columnes i pilastres, o bé dues columnes alternativament, amb capitells simples i decorats amb motius vegetals. La porta d'accés a l'interior de l'església, situada a la galeria de tramuntana, és rectangular i està emmarcada amb carreus de pedra, amb la data 1722 gravada a la llinda. Per la banda exterior presenten frisos de dents de serra. El parament és bastit amb carreus ben desbastats disposats en filades.
Els edificis que conformen les dependències del monestir són rectangulars, amb les cobertes de dues vessants de teula i distribuïts en planta baixa i pis, exceptuant l'ala de migdia, d'un sol nivell. L'ala de llevant presentava, als baixos, la sagristia vella i la sala capitular, tot i que actualment és un espai únic. Està coberta per una volta de canó molt baixa i presenta, obertures de mig punt adovellades amb la part superior capalçada per la banda interior. Al pis hi ha el dormitori dels canonges, amb la coberta de dues vessants reforçada amb arcs apuntats adovellats recolzats als murs laterals. La façana de llevant, orientada a l'exterior, presenta dos portals de mig punt adovellats i als costats estretes obertures allargades a manera d'espitlleres. Al pis, les finestres són rectangulars, amb la llinda biforada sostinguda per columnetes i capitells decorats.
A l'ala de migdia hi ha havia el refetori. Està coberta amb una volta apuntada i presenta, a la façana de migdia, cinc grans finestres de doble esqueixada i arcs de mig punt. L'ala de ponent també està coberta amb una volta apuntada i presenta un portal d'accés des de l'exterior bastit al segle xvi, quan aquest espai es destinà a capella de Sant Ferriol. És una obertura d'arc carpanell emmarcada amb carreus de pedra i fines columnetes amb capitells força ornamentats. Damunt seu hi ha un òcul adovellat. A la cantonada sud-oest del claustre hi ha la cuina i el celler, espais coberts amb voltes de creueria damunt pilastres adossades a un nivell molt baix. Les construccions estan bastides amb carreus de pedra desbastats disposats en filades. Des d'aquestes estances s'accedeix al pati del palau abacial, situat a migdia del claustre. El pati està delimitat per murs fortificats que també reforcen la part superior de les dependències monàstiques de la banda de llevant i del palau abacial. Estan rematats amb merlets rectangulars i espitlleres obertes al mig i són bastits en pedra sense treballar de diverses mides, lligada amb morter de calç.

### Palau abacial
El palau abacial, situat la banda de migdia del pati, és rectangular, amb la coberta de dues vessants i distribuït en tres plantes. La façana principal presenta un gran portal de mig punt adovellat que dona accés directe al pati i diverses espitlleres allargades a la planta baixa. Al pis hi ha grans finestrals rectangulars amb les llindes d'arcs trilobulats sostinguts amb columnetes i capitells decorats. Alguns finestrals són biforats i altres triforats. Damunt del portal hi ha una fornícula d'arc apuntat amb la imatge de la Verge. Adossat a la banda de llevant del palau hi ha una altra de les dependències del monestir, identificada amb el possible hospital del segle xii. A l'interior presenta estances cobertes amb voltes de canó baixes i d'altres fetes amb maons disposats a pla, de cronologia posterior. S'obre al pati mitjançant un portal de mig punt adovellat i dos grans arcades rebaixades bastides amb pedra desbastada. Ambdues construccions són bastides amb pedres sense treballar lligades amb morter de calç.